# Palazzo Edén
Il Palazzo Edén è un grattacielo di Mar del Plata in Argentina.

## Storia
Con la trasformazione di Mar del Plata in una popolare località balneare del turismo di massa a partire dagli anni 1940 grazie allo sviluppo del turismo sociale, alla legislazione delle ferie retribuite e all'istituzione della tredicesima durante la presidenza di Juan Domingo Perón, la città fu al centro di un rapido ed esplosivo processo di verticalizzazione.
In questo contesto l'architetto marplatense Juan Antonio Dompé, che sino a questo momento si era dedicato ai classici chalet stile Mar del Plata che avevano prevalso nella città nel decennio precedente, fu incaricato del progetto di un alto edificio residenziale, il Palazzo Edén. Per la stessa committenza Dompé realizzò in seguito altri progetti immobiliari ancora più imponenti: il Palazzo Cosmos e l'Edificio Demetrio Elíades, tuttora gli edifici più alti di Mar del Plata ed icone del turismo balneare in Argentina.
I lavori di costruzione dell'edificio iniziarono verso il 1958 e vennero completati nel dicembre 1962, quando gli appartamenti vennero consegnati ai rispettivi acquirenti; si trattava, maggiormente, di persone che sfruttavano gli alloggi solamente durante le vacanze estive, occupandoli solamente per poche settimane all'anno.

## Descrizione
L'edificio presenta un sobrio stile moderno ed è composto da due corpi di differente altezza disposti in forma di "L", uno di 25 piani e l'altro di 18. Il complesso raggiunge un'altezza massima di 88; inoltre, due ulteriori piani sotterranei accolgono i parcheggi privati dei residenti.